# Kankō Maru
Die Kankō Maru (jap. 観光丸) war Japans erstes dampfbetriebenes Kriegsschiff.

## Technische Daten
Das Schiff wurde 1852 in den Niederlanden gebaut und im Jahr darauf unter dem Namen Soembing in Dienst gestellt. 1855 wurde es an Japan übergeben. Es wurde 1876 außer Dienst gestellt und später abgewrackt. Es hatte eine Verdrängung von 400 Tonnen und eine Länge von 66 Metern über Alles. Neben drei Segelmasten besaß es eine 150 PS starke Dampfmaschine mit Schaufelradantrieb. Die Feuerung erfolgte mit Kohle. Die Kankō Maru trug eine Bewaffnung von sechs Kanonen.

## Geschichte
Nach der gewaltsamen Öffnung Japans durch Commodore Matthew Perry im Jahre 1854 beschloss Japan, in den Niederlanden, ihren einzigen westlichen Handelspartnern in den letzten 200 Jahren selbstgewählter Isolation (Sakoku), moderne Schiffe zu bestellen. Die Schiffe wurden bei Janus Henricus Donker Curtius, Oberhaupt (opperhoofden) der Niederländischen Ostindien-Kompanie in Dejima, Japan bestellt. Da der Import einige Zeit in Anspruch nehmen würde, bat Curtius darum, dass eines der holländischen Kriegsschiffe in Ostindien den Japanern übergeben werde. 
Das holländische Kriegsschiff Soembing, der Name eines indonesischen Vulkans, wurde 1855 vom König der Niederlande Wilhelm III. der Regierung des Shōgun geschenkt. Sie wurde in Kankō Maru (観光丸, aus einem Satz vom chinesischen Klassiker I Ging „觀國之光“) umbenannt.
Das Schiff wurde in Japan als Schulschiff für das neu gebildete Marinetrainingszentrum Nagasaki unter Leitung von Nagai Naoyuki genutzt. Dann wurde sie mit einer rein japanischen Besatzung von 103 Mann im April 1857 in das neue Marinetrainingszentrum in Edo überführt, wo sie bis 1876 verblieb.

### Replika

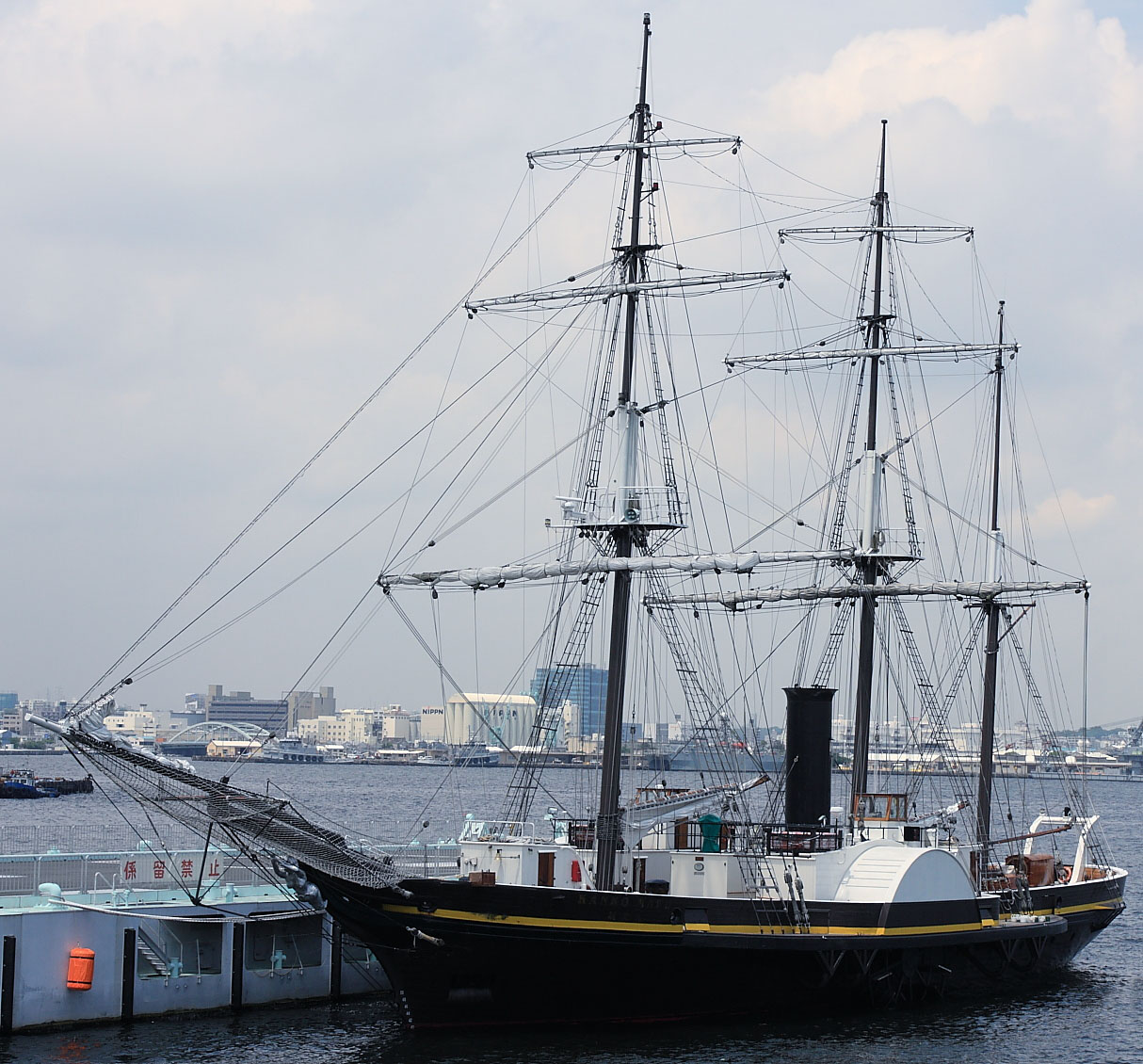
Replika im Hafen von Yokohama, 2009

Ein getreuer Nachbau der originalen Kankō Maru wurde 1987 für Japan in den Niederlanden gebaut. Sie wird seitdem als Touristenschiff des Themenparks „Huis ten Bosch“ in Sasebo bei Nagasaki für Fahrten entlang der Küste genutzt.

### Raumschiffprojekt
Kankō Maru ist auch der Name eines japanischen Projektes für Weltraumtourismus.